# Yuki Urushibara
Yuki Urushibara (jap. 漆原 友紀 Urushibara Yuki; ur. 23 stycznia 1974 w prefekturze Yamaguchi) – japońska mangaka. 
Urushibara jest najbardziej znana z serii Mushishi, za którą otrzymała Nagrodę Doskonałości dla mangi w 2003 r. Japan Media Arts Festival oraz w 2006 Kodansha Manga Award dla najlepszej mangi. 
Autorka jest znana także pod pseudonimem Soyogo Shima (jap. 志摩 冬青 Shima Soyogo).

## Twórczość
- Mushishi (1999-2008, Kodansha, 10 tomów)
- Filament (2004)
- Misaki de bus wo orita hito (2004)